# Léonce Rosenberg
Léonce Rosenberg (12. září 1879 Paříž – 31. července 1947 Neuilly-sur-Seine) byl francouzský sběratel, spisovatel, nakladatel a jeden z nejvlivnějších francouzských obchodníků s uměním 20. století. Byl jedním z prvních zastánců a propagátorů kubistů, zejména během první světové války a v letech bezprostředně po ní.

## Životopis
Byl synem obchodníka se starožitnostmi Alexandra Rosenberga a bratr majitele galerie Paula Rosenberga (21 rue de la Boétie, Paříž). Léonce Rosenberg navštěvoval Lycée Rollin v Paříži, poté následoval obchodní výcvik v Antverpách a Londýně. Aby navázal kontakty v uměleckém světě cestoval do Berlína, Vídně a New Yorku. Navštěvoval galerie a muzea aby rozšířil své umělecké znalosti.
Po návratu do Paříže pracoval se svým bratrem Paulem v rodinném podniku. V roce 1906 Léonce a jeho bratr převzali provoz rodinné galerie na Avenue de l'Opéra, galerie existovala od roku 1872. Specializovala se na umění 19. a počátku 20. století, včetně impresionistických a postimpresionistických obrazů.
Oba bratři se obchodně rozešli v roce 1910, Paul pokračoval v novém prostoru na 21 Rue de la Boétie, Léonce si otevřel vlastní podnik s názvem Haute Epoque na 19 Rue de La Baume. Jeho galerie obchodovala s řadou předmětů, od francouzských starožitností po archeologické kousky perských miniatur.
Léonce Rosenberg však byl brzy stále více přitahován k avantgardnímu experimentování, jehož centrem byla Paříž. Začal získávat díla kubistických umělců, nakupovaná hlavně z galerie Daniela-Henryho Kahnweilera, který byl v té době hlavním obchodníkem a propagátorem kubistů. Do roku 1914 zahrnovala jeho sbírka díla Pabla Picassa, Auguste Herbina a Juana Grisa, jakož i příklady asijského, egyptského a afrického umění, které podněcovaly avantgardní představivost.

## První světová válka a dále
První světová válka se ukázala být rozhodující v kariéře Léonce Rosenberga.
Ještě před válkou rostly protiněmecké nálady a role německých obchodníků na vzrůstajícím zájmu o kubismus přitahovala nepřátelství a nakonec situace vedla k tomu, že kubismus byl charakterizován jako německé hnutí, přestože většina umělců byla Francouzi nebo Španělé. Vypuknutí války také přimělo mnoho umělců, kteří tvořili avantgardní kruh, opustit Paříž. Někteří byli povoláni do armády, někteří odjeli na jih Francie, zatímco jiní, zejména ti, kteří měli vztah k Německu nebo nebyli francouzskými občany, odcestovali do Španělska, Portugalska a dokonce i do Ameriky.
Totéž platilo pro mnoho sběratelů a obchodníků. Galerie byly zavřené. Daniel-Henry Kahnweiler, který byl až do války hlavním obchodníkem pro mnoho kubistů, během války zůstal uvězněn ve Švýcarsku. Jako německý občan se nemohl vrátit do Francie a jeho sbírky se zmocnila francouzská vláda. Umělci, jejichž obrazy Kahnweiler prodával, zůstali bez živobytí.
Toho využil Léonce Rosenberg. Už před válkou začal sbírat avantgardní, zejména kubistické umění, ale nyní tuto aktivitu zintenzívnil s podporou Andrého Levela, Pabla Picassa a Juana Grisa, kteří Léonceho přesvědčovali aby zaplnil díru po Kahnweilerovi..
V letech 1916 a 1917 sloužil jako pomocný dobrovolník armády se sídlem v Meudonu a pracoval jako anglo-francouzský tlumočník na Sommě, pokračoval v době své dovolené v nákupech obrazů Picassa, Georgese Braqua, Juana Grisa, Auguste Herbina a Fernanda Légera. A začal se připravovat na konec války. Do konce roku 1916 se mu podařilo podepsat smlouvy s Jacquesem Lipchitzem, Henri Laurensem, Diegem Riverou, Auguste Herbinem, Juanem Grisem, Jeanem Metzingerem a Georgesem Braquem. Fernand Léger následoval později, v roce 1918. Léonce Rosenberg také navázal obchodní vztahy s Gino Severinim, Henri Haydenem a Maríou Blanchardovou.
Jeho vztah s Picassem byl víceméně neformální. Ačkoli po nějakou dobu kupoval a prodával jeho obrazy, nikdy nebyla podepsána žádná smlouva. Přestože byl Picasso mezi těmi, kteří původně povzbuzovali Léonce Rosenberga aby pokračoval obchodování po Kahnweilerovi, sám Picasso se po válce rozhodl podepsat s smlouvu s Léonceovým bratrem Paulem, který se také začal velmi zajímat o moderní umělce, po kterých již byla zavedená poptávka. Byl to začátek stále intenzivnější obchodní rivality mezi oběma bratry.
Podpora umělců v době války, kdy by to nikdo jiný neriskoval, byla záchranným lanem pro mnoho avantgardních umělců, kteří by po nucené nepřítomnosti Kahnweilera, jejich předchozího obchodníka, zůstali ve Francii jinak bez prostředků. Léonce Rosenberg se později mohl pochlubit: „Po celou dobu války, i když jsem byl mobilizován, jsem dotoval celé kubistické hnutí nepřetržitými nákupy.“ 
Sám Kahnweiler později uvedl, že Léonce Rosenberg se ujal „úkolu, který jsem již já nemohl splnit: obrany kubismu.“
Nebylo to však v žádném případě přímé předání vlády. Kahnweiler měl stále ještě obrazy z časů před vypuknutím války. Ty byly francouzskou vládou zabaveny jako „prize de guerre“. Rosenbergovi se podařilo v roce 1921 zajistit roli „odborníka“ při dohledu nad veřejnou dražbou sbírky Kahnweilera a dalšího významného německého sběratele a obchodníka Wilhelmem Uhdem. Kahnweiler se vrátil do Paříže v roce 1920 a znovu se pustil do podnikání za pomoci starého přítele. Rosenberg doufal, že si zachová svou nově získanou pozici hlavního dealera kubistů tím, že zabrání tomu, aby jeho hlavní konkurent znovu získal své místo ve světě umění. Také předpokládal, že ceny kubistických obrazů dále porostou.
Tento předpoklad se nevyplnil. Na aukci v jedné z předních aukčních síní "Hôtel Drouot" bylo během čtyř aukcí od roku 1921 do roku 1923 prodáno kolem 3000 položek, včetně více než 1200 děl Braquea, Grisa, Légera a Picassa. Nabídky byly nevýrazné, hlavně proto, že mnoho potenciálních kupců mělo málo peněz a protože trh se nasytil rychlým prodejem tolika obrazů. Ačkoli Léonce Rosenberg dokázal do určité míry rozšířit svou vlastní sbírku za vyvolávací cenu Kahnweilerovi se podařilo nakoupit většinu děl Grisa a Braquea, která byla v dražbě.
Role Léonce Rosenberga na aukcích rozzlobila mnoho umělců z okruhu kubistů. Řada umělců se od Rosenberga odvrátila. Přesto ti, kteří během války uzavírali smlouvy s Rosenbergem, stále cítili určitou loajalitu ke svému původnímu prodejci. Rosenbergovi nepomohlo ani to, že aukce oslabily ceny děl. Braque, Gris a Lipchitz byli mezi těmi, kteří jej opustili po aukcích v Hôtel Drouot.

## Galerie de L'Effort Moderne

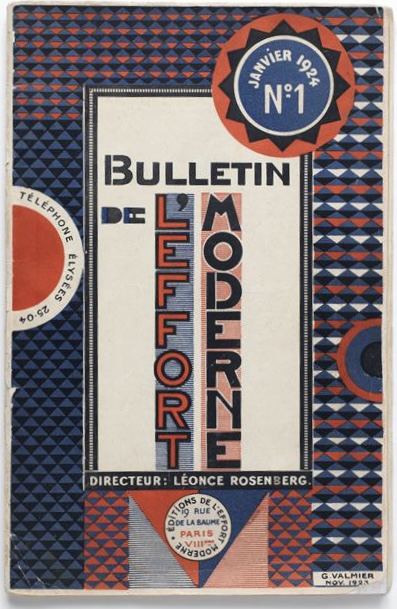
Obálka prvního vydání e Bulletin de L'Effort Moderne, autor Georges Valmier

Na začátku roku 1918 Léonce Rosenberg přejmenoval svou galerii na Galerii de L'Effort Moderne a zaměřil své podnikání na avantgardní umění, zejména kubismus.
Jeho zahajovací výstava od 1. do 22. března 1918 byla věnována dílu Auguste Herbina. Po příměří z 11. listopadu 1918 Rosenberg uspořádal rychlý sled významných výstav představujících umělce, se kterými měl podepsanou smlouvu. Na řadě byl Henri Laurens v prosinci 1918, v průběhu roku 1919 následoval Jean Metzinger, Fernand Léger, Georges Braque, Juan Gris, Gino Severini a Picasso. Pořádal výstavy i mimo Paříž, včetně kubistů z galerie L’Effort Moderne v Ženevě v roce 1920 a uspořádal první přehlídku ve Velké Británii věnovanou jednomu umělci, výstavu Picassovy tvorby.
Tato kampaň udělala pro moderní umění víc než by mohl dokázat pouhý komerční prodej. Stále byli lidé, kteří se aktivně snažili, aby byl kubismus - nebo alespoň jeho značka L’Effort Moderne - vymazán z umělecké mapy. Společný útok vedli nepřátelští kritici, včetně André Salmona a Louise Vauxcellese prostřednictvím stránek časopisů, jako byl Le Carnet de la Semaine. Byla to bitva o mysli těch, kteří měli vliv na vkus a trendy na pařížském trhu s uměním, a především o kapsy těch, kteří měli peníze, které byli ochotni na tomto trhu utratit.
Při přípravě prvních poválečných kubistických výstav v L’Effort Moderne se Léonce Rosenbergovi podařilo obnovit kubismus jako sílu v avantgardním umění tváří v tvář opačným tvrzením nepřátelských kritiků. Podle historika umění Christophera Greena „to byl neuvěřitelný příběh o tom jak kubismus nejen přežil válku v letech 1914 až 1917, ale on nejen že přežil, ale v letech 1918 a 1919 se stále vyvíjel ve své „nové kolektivní formě“, která byla poznamenána „intelektuální přísností“. Tváří v tvář takovému projevu elánu bylo skutečně obtížné přesvědčivě tvrdit, že kubismus je blízko zániku.“
Rosenberg se rozhodl po válce představit kubismus jako „kolektivní syntézu“, nikoli pouze jako skupinu různorodých, i když vizuálně podobných umělců, protežovaných obchodníkem. Malíři měli jasný teoretický rámec. Intelektuálním hnacím motorem byl Juan Gris a Rosenberg byl publicista, což celou záležitost zjednodušovalo a posilovalo. V Cubisme et tradition vydané jako předmluva k výstavě "L'Effort Moderne Cubists" v Ženevě v roce 1920 Rosenberg spojil kubistické umění s Platónovými idejemi, věčnými formami, „krásnými samy o sobě“. Snažil se pevně spojit kubismus s francouzským klasicismem, jehož stopa vede přes Cezanna k dalším francouzským malířům. Představil kubismus nikoli jako něco cizího či hůře německého, ale ryze francouzského.
L’Effort Moderne nebyla jen prodejní galerií. Rovněž zastřešovala celou řadu souvisejících aktivit zaměřených na zviditelnění umělců. Konaly se pravidelné literární a hudební akce, jejichž cílem bylo přilákat pařížskou kulturní elitu. První z nich, čtení Blaise Cendrarse a koncert Erika Satieho, se konaly v únoru 1919 během výstavy Fernanda Légera.
Nejpozoruhodnější je, že L’Effort Moderne bylo také nakladatelstvím "Éditions de L’Effort Moderne". Nakladatelství vydalo řadu knih představujících nejen umělce z galerie, včetně Braqueho, Grisa a Légera, ale také úzce spjaté avantgardní básníky, jako jsou Max Jacob, Pierre Reverdy a Blaise Cendrars. V roce 1924 byl spuštěn ilustrovaný umělecký časopis "Bulletin de l’Effort Moderne". Do roku 1927, kdy přestal vycházet vyšlo 40 čísel. Byla to platforma nejen pro Rosenbergovy vlastní názory a propagaci jeho umělců, ale také fórum pro kritickou debatu a teorie podporující práci umělců. Přispěvateli byli mimo jiné Piet Mondrian, Gino Severini, Giorgio de Chirico a Albert Gleizes. Pro publikaci psal také básník Pierre Reverdy a kritik a propagátor kubismu Maurice Raynal. Pestrobarevné obaly inspirované stylem art deco navrhl Georges Valmier, který pro časopis také psal a Rosenberg ho začal reprezentovat v roce 1920.
Ačkoli několik předních kubistů přeběhlo od Léonce Rosenberga ve 20. letech 20. století k jeho bratrovi Paulovi, Léonce nadále zastupoval řadu moderních umělců, včetně Giorgia de Chirica, Józsefa Csákyho, Jeana Metzingera, Léopolda Survageho, Francise Picabii a Fernanda Légera. V roce 1927 však Léger přešel také k Paulu Rosenbergovi.
V roce 1928 se konaly samostatné výstavy Giorgio de Chirica, Jeana Metzingera a Georgese Valmiera. Poté se výstavy už nekonaly pravidelně, ačkoli Francis Picabia měl dvě významné výstavy v L’Effort Moderne v letech 1930 a 1932.

## Obchodní praktiky

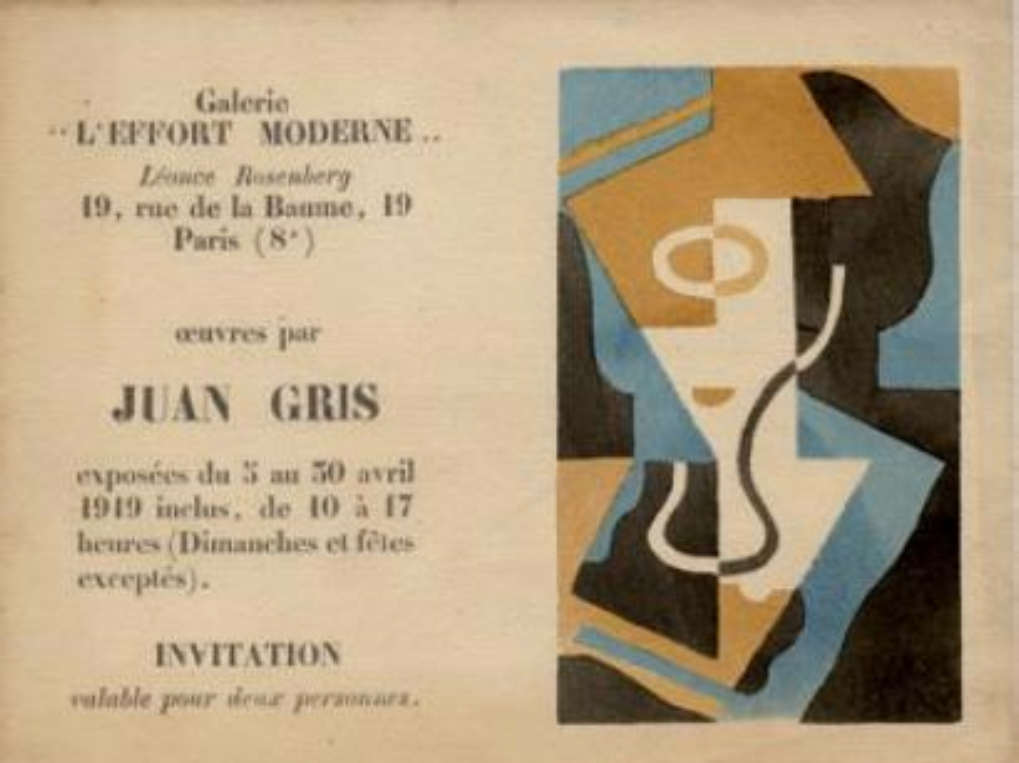
Juan Gris, pozvánka, galerie L'Effort Moderne, Léonce Rosenberg, duben 1919

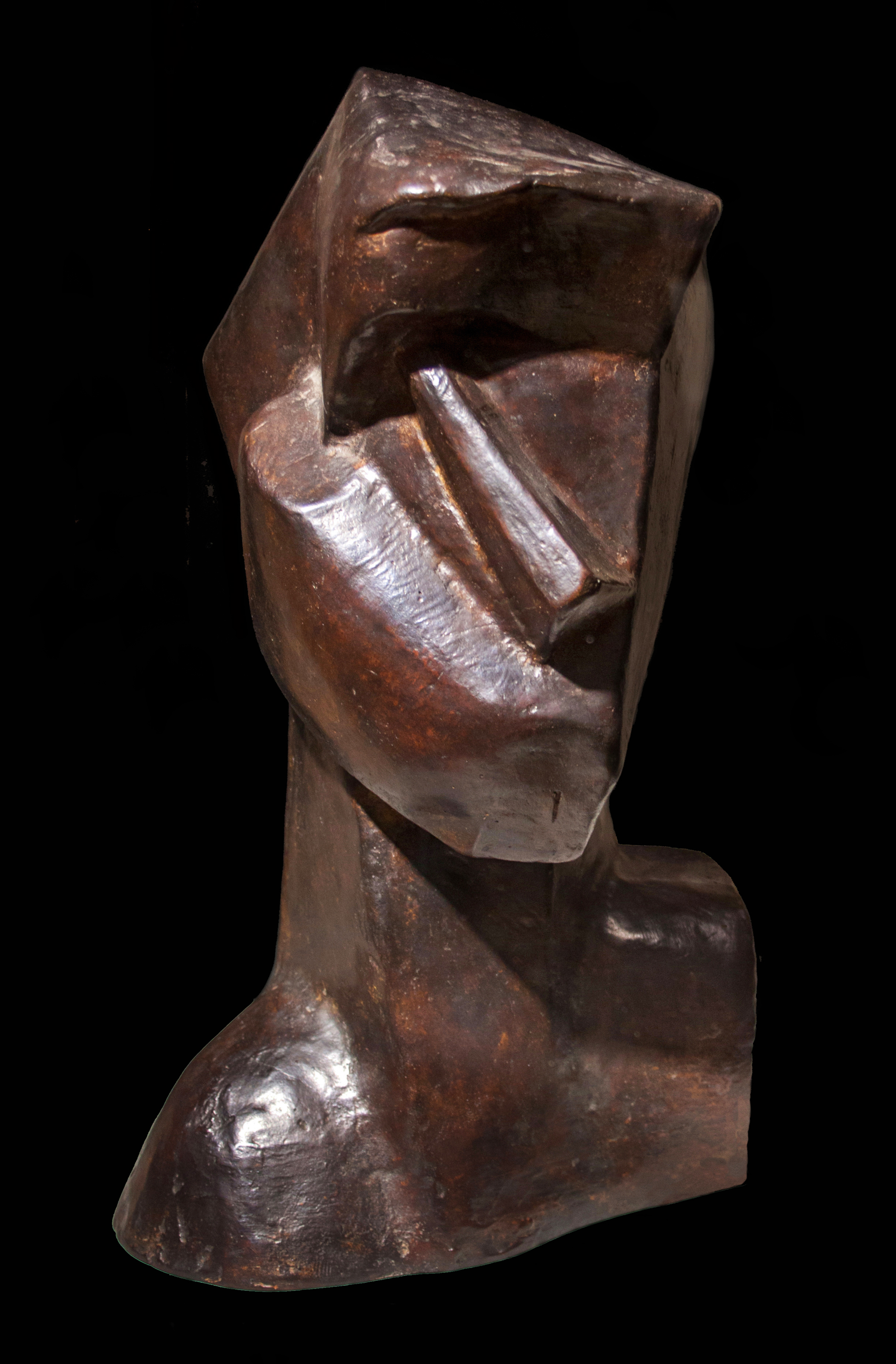
Joseph Csaky, 1914, Hlava, kubistický portrét, bronz, 38,5 cm

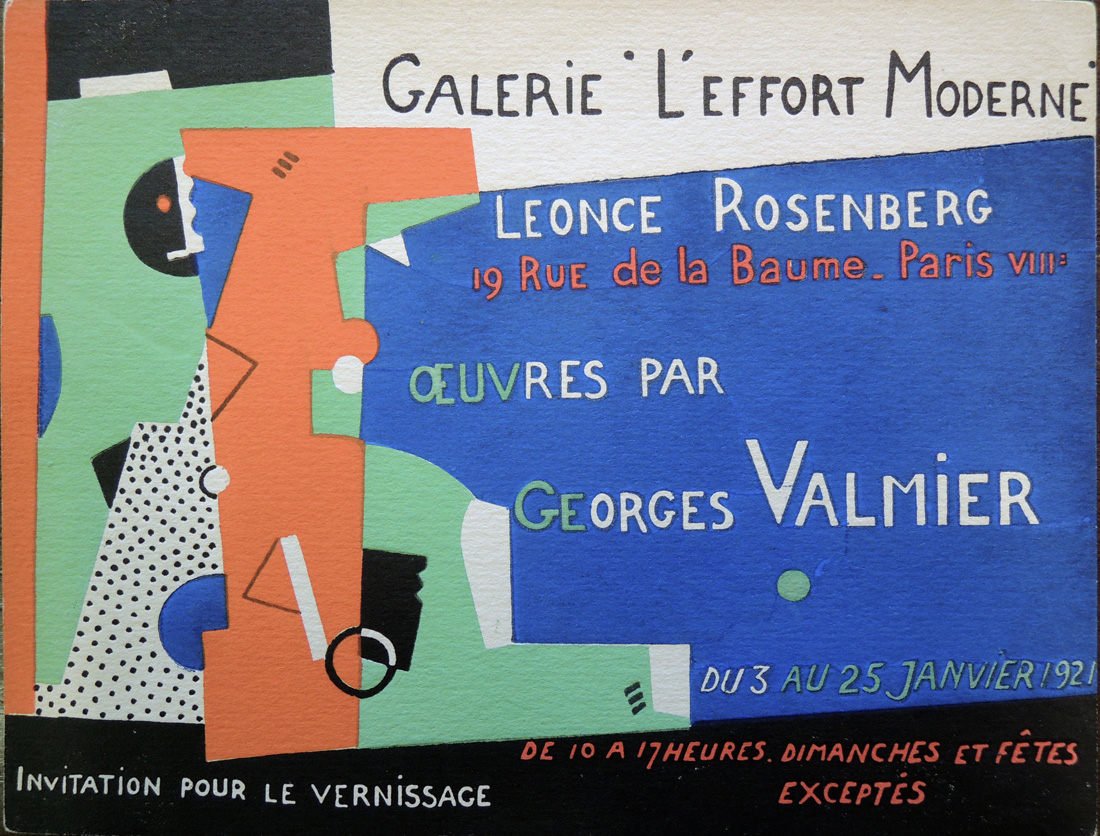
Pozvánka,Georges Valmier, výstava Galerie de L'Effort Moderne, leden 1921

Léonce Rosenberg byl ve svých obchodních praktikách inovativní a občas poněkud bezohledný. Spíše než pořizovat obrazy od umělců na principu prodeje a vrácení díla umělci zpět jako většina prodejců, trval na tom, že díla koupí úplně. To, co prodal, nejprve vlastnil. Rovněž upřednostňoval nákup pouze nedávných obrazů, aby zachoval svěžest a lepší kontrolu nad cenami. Jak odhaluje jeho častá korespondence s jím zastupovanými umělci, Rosenberg se rád prezentoval spíše jako patron umělců než konvenční obchodník. Sám sebe viděl spíše jako zadavatel zakázek než pouhý prodejce. Navrhoval - někdo by snad i řekl, že diktoval - zobrazovaný předmět a téma a někdy dokonce stanovil i rozměry.
V prvních letech požadoval od svých kubistů koncepční čistotu a omezený rozsah námětů vhodných pro přísný kubismus. V roce 1925 povzbuzoval Giorgia de Chirica, který se právě připojil k L’Effort Moderne, aby upustil od svých dřívějších metafyzických témat a směřoval více k neoklasicistnímu stylu. Vyžadoval více děl na antické téma: "Gladiátoři ... Koně a ruiny “. Z dopisů se zdá, že to byla záležitost spíše komerce než umění. To bylo to, co trh chtěl.
V postscriptu k dopisu de Chiricovi z prosince 1926 psal: „Léger, Valmier, Metzinger atd. Před malováním mi odevzdávají kresby nebo akvarely, protože si jsou vědomi toho, že jejich plátna nejsou určena pro ně ani pro mně, ale pro třetí strany; je proto důležité, aby se témata a formáty inspirovaly vkusem a potřebami těchto osob.“
S de Chiricem neustále probíhaly boje o malířův zvyk prodávat obrazy přímo ze svého ateliéru a podle Rosenbergova názoru podkopávat „metodický, rozumný a poctivý vývoj Vašich cen“, o kterém tvrdil, že se o něj snaží. Rosenberg se také nebál odmítnout díla svých umělců, pokud měl pocit, že nesplňují standardy, které očekával.
Při přímém nákupu prací umělců však také přebíral větší finanční riziko. Několikrát byl dokonce nucen vydražit svou sbírku aby mohl dále podnikat. První z těchto prodejů se uskutečnil v Amsterdamu v roce 1921.
Vydáváni časopisu "Bulletin de L’Effort Moderne" plánoval již v roce 1919, ale z finančních důvodů to byl nucen odložit až do roku 1924.
Za určité finanční zabezpečení nadějných umělců požadoval Rosenberg určitou úroveň produktivity. Striktní požadavky na téma a kompozici obrazů brzy vyústilo ke kontroverznímu vztahu s některými z jeho umělců. Diego Rivera byl v roce 1918 již v otevřené vzpouře. Gris byl stále více frustrovaný, a to nejen kvůli Rosenbergovým podmínkám, ale také ho obviňoval z poněkud sporných praktik. V listopadu 1918 Gris napsal Rosenbergovi: „Nejsem ten, kdo může říci, zda jsou moje obrázky dobré nebo špatné, ale bez obav ze sporu mohu říci, že jsou určitě moje. Existuje však bizarní fenomén, že GEM [Galerie L'Effort Moderne] platí stejně nebo ještě více za falešného Picassa, falešného Braquea a falešného Grise než za Grise pravého. Chápete, můj drahý příteli, že to není vypočítavost, co mě přesvědčuje a kvalitě mé práce, a přestože nejsem hrabivec, nemohu říci, že mě baví vidět se stávat Popelkou nebo otrhancem GEM. “
Situace kolem aukcí sbírek Kahnweiler / Uhde v Hôtel Drouot nebyla v žádném případě jediným důvodem, proč někteří umělci Léonce Rosenberga opustili.
Korespondence na konci 20. let s de Chricem, který se v té době stal jedním hlavních pilířů galerie L’Effort Moderne, je stejně poučná. Rosenbergovy finanční problémy se objevily v dopise v lednu 1927: „Po prozkoumání situace mých účtů u mého účetního ... Žádám vás, abyste vzali na vědomí skutečnost, že platby za jakékoli obrazy, které si mohu koupit, nemusí být provedeny až do konce roku každý měsíc, ne během samotného měsíce. “
Existují důkazy o nejméně jednom zmanipulovaném prodeji v roce 1928 za účelem oživení cen de Chirico - je třeba říci, že byl podněcován samotným de Chirico - po dřívější katastrofické dražbě v Hôtel Drouot.
Mezitím Léonceův bratr Paul - méně riskující a finančně úspěšnější - pokračoval v získávání některých umělců, se kterými Léonce tvrdě pracoval na vybudování dobré pověsti a tržní poptávky. Picasso podepsal s Paulem smlouvu již v roce 1918. Braque ho následoval v roce 1922, Léger v roce 1927.

## Odkaz Léonce
Léonce Rosenberg byl více než 20 let jedním z předních galeristů v pařížském uměleckém světě. Seznam umělců, které zastupoval, i když některé jen na krátkou dobu, sám svědčí o jeho důležitosti. Ale právě riziko, které podstoupil při podpoře kubistů během války a bezprostředně po ní, když to nikdo jiný nemohl nebo nechtěl udělat, určilo jeho globální význam pro historii umění 20. století. „Bez něj,“ poznamenal Max Jacob, „by řada malířů byla řidiči nebo dělníci v továrně“.
Po převzetí štafety, kterou byl Kahnweiler nucen vzdát, se Léonce Rosenberg stal na nějaký čas prominentním obchodníkem a propagátorem kubistů. Ale nakonec to byl Léonceův bratr Paul, ten opatrnější z nich, který se ukázal být komerčně úspěšnějším. A protože Paul Rosenberg očekával a připravoval se na nadcházející druhou světovou válku a přepravil většinu svých obrazů do zahraničí, byl v roce 1940 připraven znovu zahájit podnikání v New Yorku, kde společnost Rosenberg & Co. stále obchoduje.
Léonce Rosenberg má pro historiky umění trvalou důležitost i jinak - prostřednictvím svých dopisů. Rosenberg korespondoval často - v určitých obdobích denně - se svými umělci. Jeho korespondence spolu s obchodními papíry, záznamy o inventáři galerií a dalšími dokumenty je nyní uchovávaná v různých veřejných archivech, včetně archivů v Muzeu moderního umění v New Yorku a zejména v Kandinského knihovně v Pompidouově centru v Paříži. Kromě dopisů a dokumentů existují publikační rukopisy, periodika a fotografické archivy.
Fotografie v archivu Pompidouova centra obsahují převážně reprodukce děl prodávaných v L'Effort Moderne, včetně děl Braque, Csaky, de Chirico, Grise, Herbina, Légera, Metzingera, Picassa a Valmiera, spolu s pohledy na vystavené obrazy a dokumenty o dalších aktivitách galerie. Další fotografie se nacházejí v knihovně Courtauld Institute of Art (Courtauldském institutu umění) v Londýně a jsou digitalizovány v rámci projektu Courtauld Connects.
Důležité se však ukazují být dopisy ve sbírce Léonce Rosenberga v Pompidouově centru, které se teprve relativně nedávno - v 90. a 90. letech 20. století - dostaly do veřejného archivu a staly se tak dostupnější pro historiky jako nový zdroj. Jedná se o více než 800 dopisů a lístků pro Rosenberga od různých umělců a více než 600 kopií korespondence, kterou odeslal on. Dokumenty tvoří jakýsi deník jeho jednání v jedněch z nejvíce bouřlivých let v historii moderního umění. Umožňují historikům umění přehodnotit svůj pohled na některé umělce a Rosenberga a začít podrobněji zkoumat některá témata, například tlaky vyvíjené na umělce a obchodníky ekonomickou situací mezi dvěma světovými válkami.

## Vybrané výstavy
- Auguste Herbin, 1. – 22. března 1918
- Henri Laurens, 5. – 31. prosince 1918
- Jean Metzinger, 6. – 31. ledna 1919
- Fernand Léger, 5. – 28. února 1919
- Georges Braque, 5. – 31. března 1919
- Juan Gris, 5. – 30. dubna 1919
- Gino Severini, 5. – 31. května 1919
- Pablo Picasso, 5. – 25. června 1919
- Kresby, kvaše, akvarely ? – 29. listopad 1919: Blanchard, Braque, Csaky, Gris, Hayden, Herbier, Lagut, Laurens, Léger, Lipchitz, Metzinger, Picasso, Severini
- Henri Hayden, 4. – 24. prosince 1919
- Jacques Lipchitz, 26. ledna – 14. února 1920
- Juan Gris, 12. března – 2 . dubna 1920
- Mistři kubismu: Georges Braque, Juan Gris, Auguste Herbin, Henri Laurens, Fernand Léger, Jean Metzinger, Pablo Picasso, Gino Severini. Výstava: 3. května – 30. říjen 1920
- Léopold Survage, 2. – 25. listopadu 1920
- Joseph Csaky, 1. – 25. prosince 1920
- Auguste Herbin, 5. – 31. března 1921
- Mistři kubismu: Piet Mondrian, Albert Gleizes, Fernand Léger, Georges Braque, Juan Gris, Auguste Herbin, Jean Metzinger, Amédée Ozenfant, Pablo Picasso, Henri Laurens, Joseph Csáky a Gino Severini. květen 1921
- Od kubismu k renesanci: Braque, Gleizes, Gris, Hayden, Herbin, Léger, Metzinger, Mondrian, Ozenfant, Picasso a Valmier, 1922
- Kresby a akvarely kubistů: 3. – 25. ledna 1923
- De Stijl, 1923, 1924
- Jean Metzinger, 17. – 27. června 1925
- Jean Metzinger, 16. dubna – 10. května 1928
- Francis Picabia, Trente ans de Peinture, 9. – 31. prosince 1930
- Francis Picabia (kresby), prosinec 1932

## Galerie

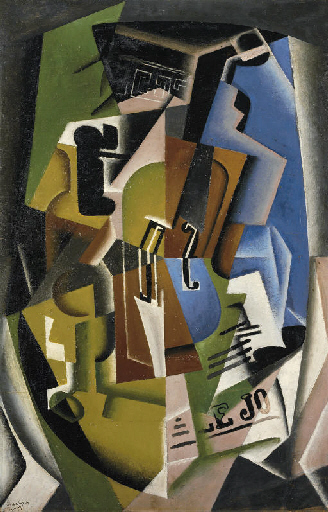
Juan Gris, 1917, Housle a noviny, olej na panelu, 92,3 × 60,3 cm. Galerie l'Effort Moderne, č. 5122
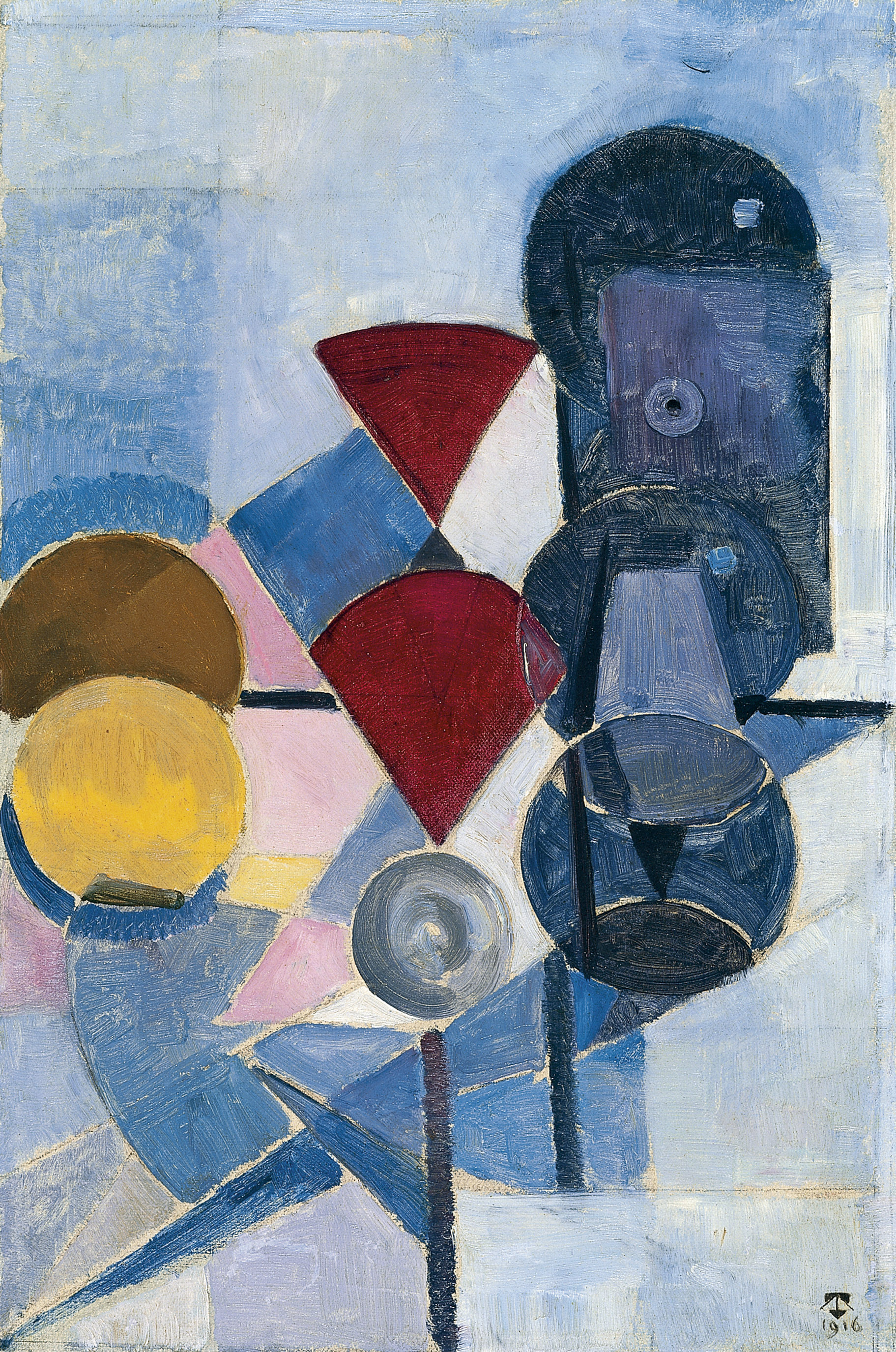
Theo van Doesburg, 1916, Kompozice II (zátiší), olej na plátně, 45 x 32 cm
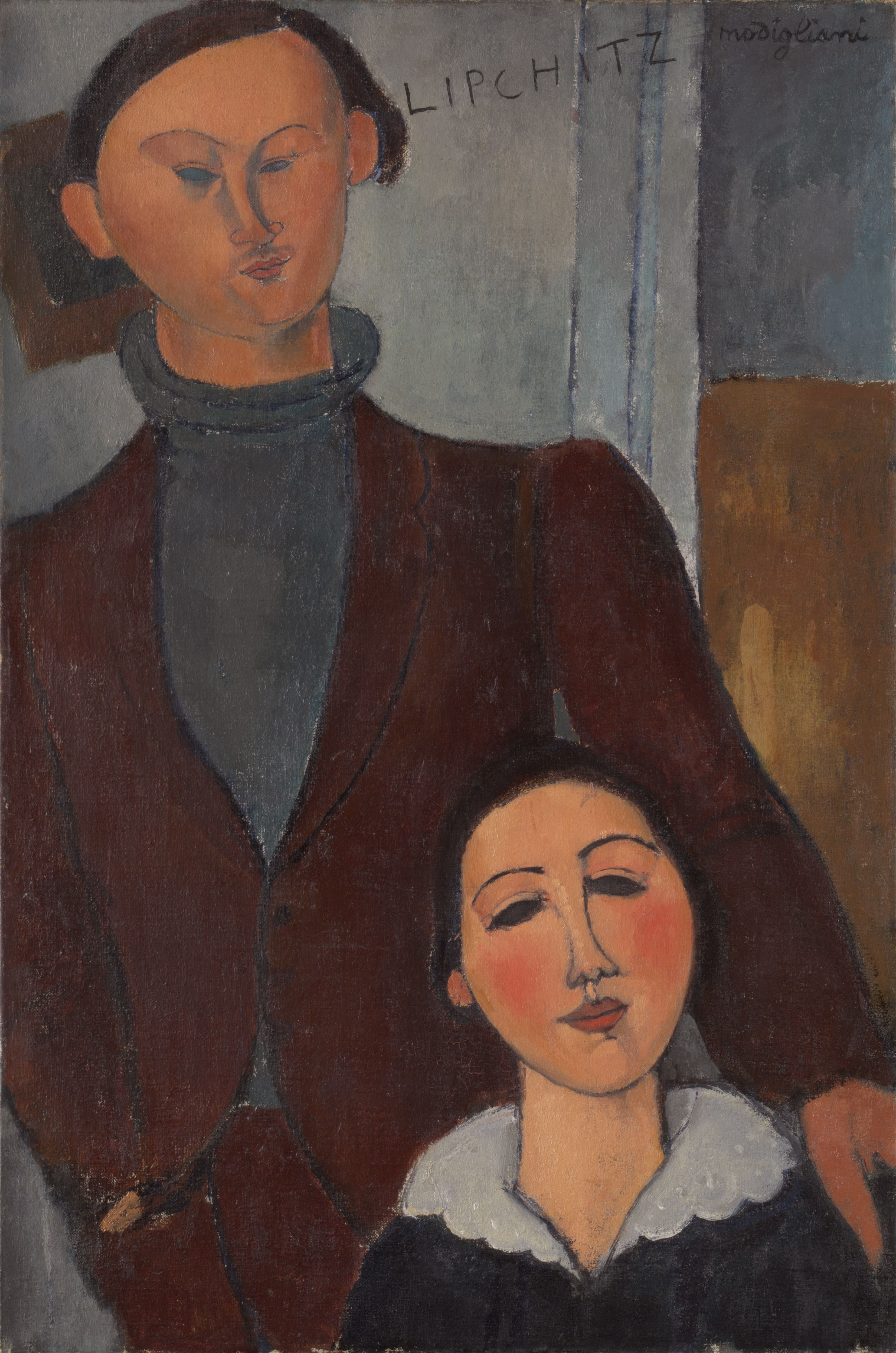
Amedeo Modigliani, 1916, Jacques a Berthe Lipchitz, olej na plátně, 81,3 x 54,3 cm. Jacques Lipchitz, Paříž, získané přímo od umělce, 1916-c. 1921
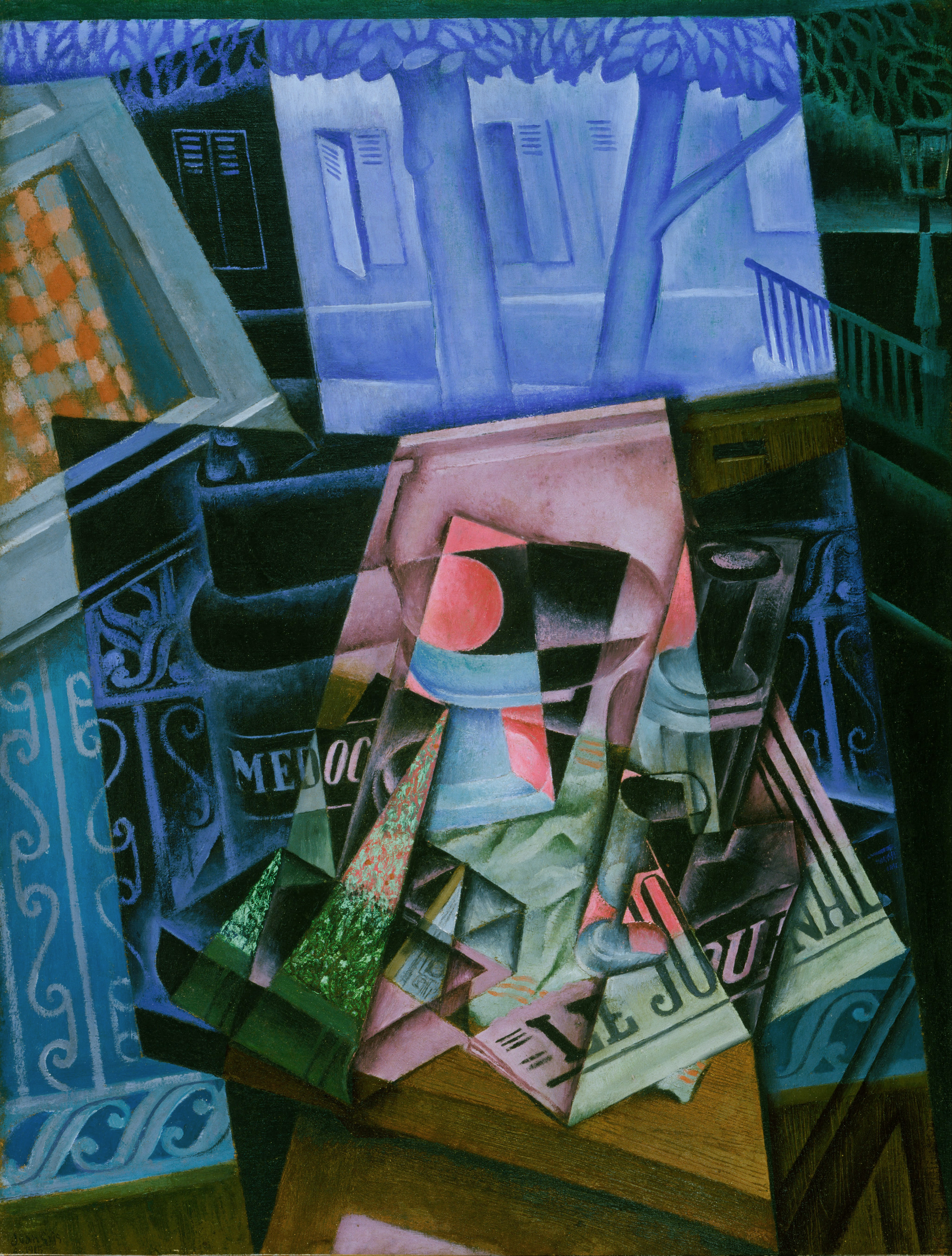
Juan Gris, 1915, Zátiší před otevřeným oknem, Place Ravignan, olej na plátně, 15,9 x 88,9 cm, Philadelphia Museum of Art. Sbírku Grisových obrazů Pierra Faure (26) koupil Léonce Rosenberga v letech 1915 až 1927
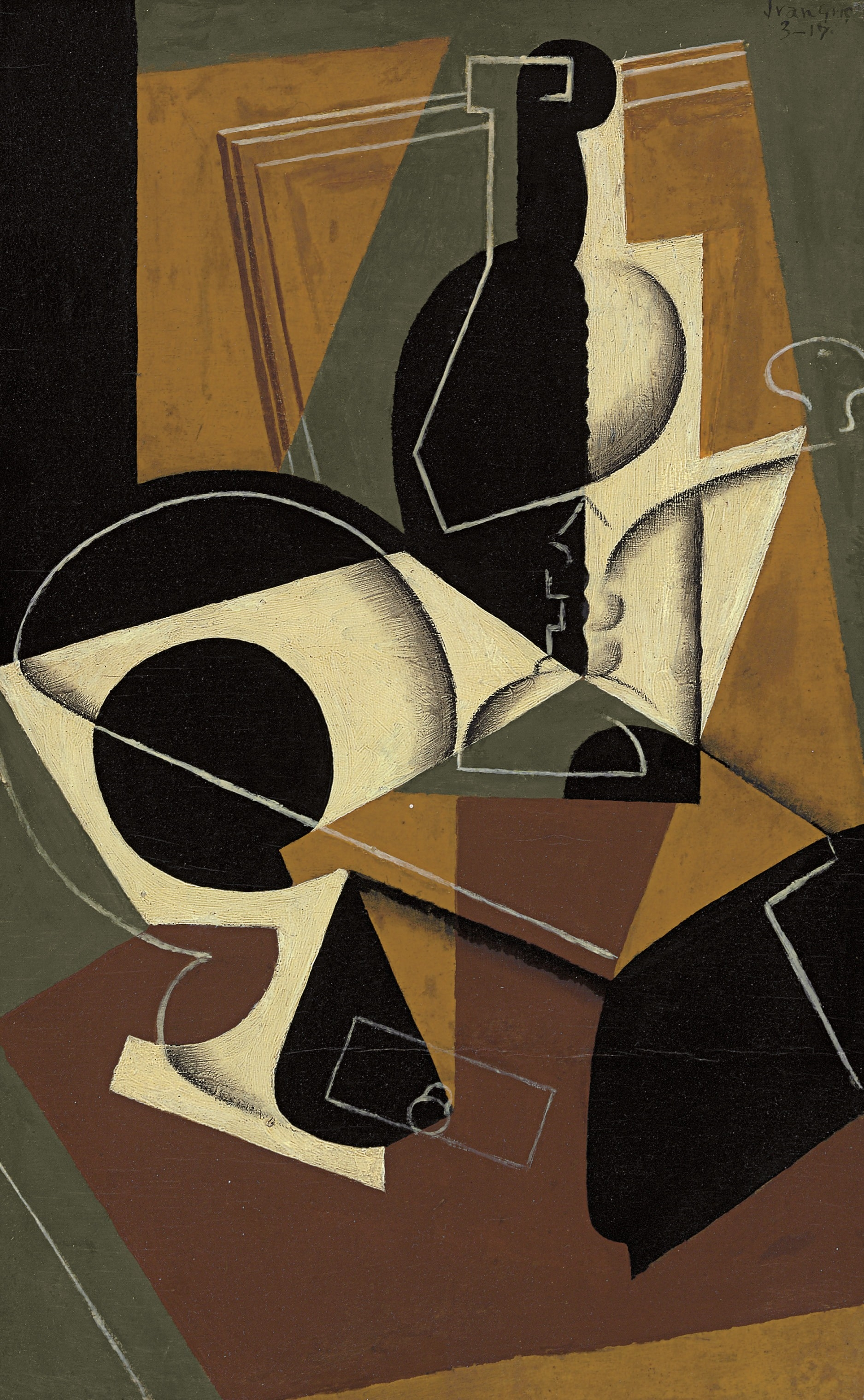
Juan Gris, 1917, Mlýnek na kávu a láhev, olej na kartonu upevněný na panel, 60,8 x 37,7 cm, původ: Léonce Rosenberg, Paříž
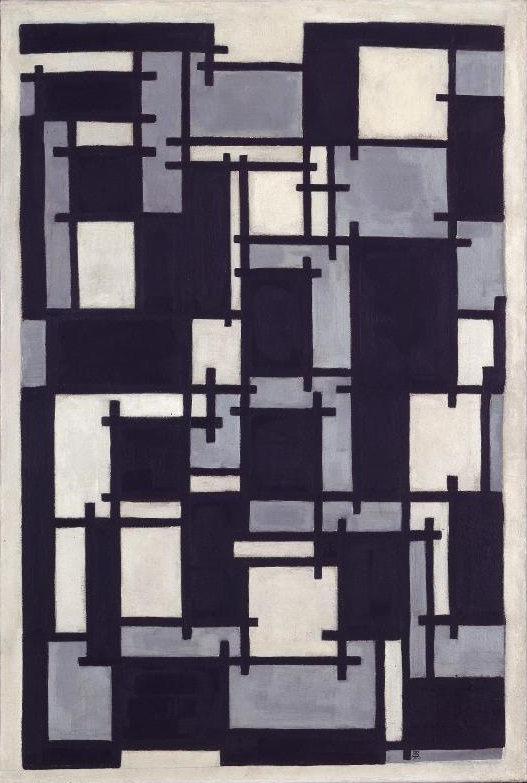
Theo van Doesburg, 1918, Kompozice X, olej na plátně, 64 x 43 cm, Musée National d'Art Moderne, Paříž.